# Єлизавета Люксембурзька
Єлизаве́та Люксембу́рзька (чеськ. Alžběta Lucemburská, угор. Luxemburgi Erzsébet, 7 жовтня 1409, Вишеград — 19 грудня 1442, Дьєр) — королева Німеччини, Угорщини та Богемії, ерцгерцогиня Австрійська, титулярна королева Галичини та Володимирії.

## Біографія
Єлизавета була єдиною дочкою і спадкоємицею імператора Священної Римської Імперії, короля Угорщини, Богемії, титулярного короля Галичини і Волині Сигізмунда І Люксембурга та його дружини Барбари Циллі. Очікувалось, що чоловік Єлизавети, Альбрехт Австрійський, успадкує титули її батька завдяки шлюбу з нею. Проте після смерті Сигізмунда у 1437 році угорські дворяни не обрали її новою угорською королевою, оскільки з огляду на османську загрозу країна потребувала чоловіка, який міг би бути полководцем.
По смерті Альберта у 1439 році Єлизавета залишилась вагітною його сином. Тим часом чеські феодали проголосили міжкоролів'я, а угорські — вибрали новим королем польського короля Владислава ІІІ Варненчика. Проте частина угорських дворян все ж підтримали претензії Єлизавети та її новонародженого сина Ладислава, що спричинило громадянську війну в Угорщині. Однак війська прихильників Єлизавети швидко були розбиті, а з її смертю 1442 року в 33-річному віці громадянська війна завершилась закріпленням угорського престолу за Владиславом Варненчиком. А втім, через 2 роки Владислав загинув у молодому віці в битві під Варною, що дозволило сину Єлизавети Владиславу (Ласло V) все ж стати угорським королем при регентській раді.

## Родина
Чоловік —  Альбрехт II, герцог Австрійський
Діти:
- Анна Австрійська (1432—1462) —  в шлюбі герцогиня Саксонська, ландграфиня Тюринзька та герцогиня Люксембурзька.
- Єлизавета Габсбург (1436—1505) — дружина Казимира IV, королева Польська й велика княгиня Литовська й Руська
- Георг Габсбург (помер немовлям)
- Ладислав Постум (1440 — 1457) — король Богемії, король Угорщини і Хорватії, герцог Австрійський